# 枇杷島スポーツセンター
枇杷島スポーツセンター（びわじまスポーツセンター）は、愛知県名古屋市西区枇杷島一丁目1番2号にある屋内スポーツ施設。

## 概要
1983年（昭和58年）豊山町に名古屋市中央卸売市場北部市場が開場したことに伴い、旧枇杷島市場が閉鎖。この跡地を利用し、市営枇杷島荘（公営住宅）を併設したスポーツ施設として、1987年（昭和62年）4月24日に開館した。
施設は第1競技場（アリーナ）や第2競技場（格技場）のほか、弓道練習場や屋内プールなどを備える。
このうち第1競技場はBリーグに所属する豊通ファイティングイーグルス名古屋のホームアリーナとして使用するほか、第2競技場がプロレスの会場としても利用されている。

## 施設
- 第1競技場
  - アリーナ 面積 1,620m²、観客席 1,750席[2]
- 第2競技場
  - 格技場 面積 525m²、観客席 104席[2]
- 弓道練習場[2]
- 軽運動室[2]
- トレーニング室[2]
- 屋内プール（温水プール）[2]
- 会議室[2]

## 交通アクセス
- 名鉄名古屋本線「東枇杷島駅」下車、徒歩で約5分[4]。
- 名鉄名古屋本線「栄生駅」下車、徒歩で約10分[4]。
- 名古屋市営バス名駅11系統・名駅26系統・名駅29系統・栄27系統・西巡回系統「枇杷島スポーツセンター」バス停下車、徒歩ですぐ。